# Optical Time Domain Reflectometer

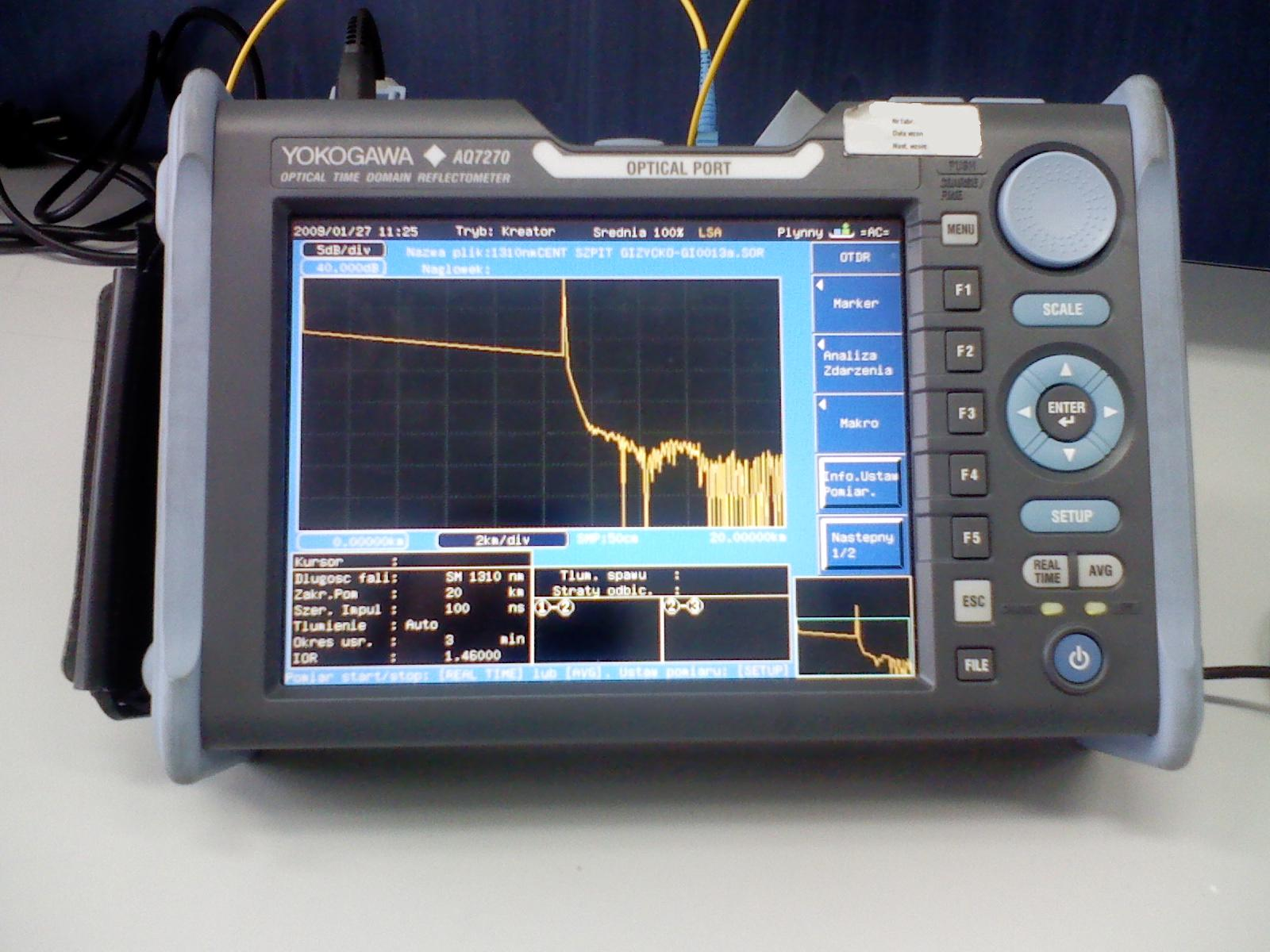
Dispositif OTDR commercial

Un OTDR, en anglais Optical Time Domain Reflectometer, parfois appelé Réflectomètre optique, désigne un appareil optoélectronique de mesure pour fibres optiques, utilisant le principe de la réflectométrie. Cet appareil sert notamment dans le domaine des télécommunications, afin de caractériser les propriétés physiques d'une fibre et notamment de détecter l'emplacement de défauts dégradant la qualité de la transmission optique. C'est l'équivalent du TDR dans le domaine optique.

## Principe
Un OTDR injecte une série de pulses de lumière à une longueur d'onde donnée et récupère, par le même bout de la fibre, la lumière rétrodiffusée par diffusion Rayleigh et réfléchie par les impuretés de la fibre. En synchronisant la durée des pulses et en ayant une mesure précise du délai de propagation (aller-retour) de la lumière dans la fibre, on peut retrouver l'intensité de la lumière réfléchie et diffusée en tout point de la fibre.
Le résultat de la mesure est une courbe représentant l'atténuation de la lumière en fonction de la longueur de fibre. En interprétant cette courbe, on peut retrouver la position de différents évènements sur la fibre, comme par exemple la présence d'un connecteur, d'une soudure optique, ou de défauts intrinsèques à la fibre (cassures, courbures,…).

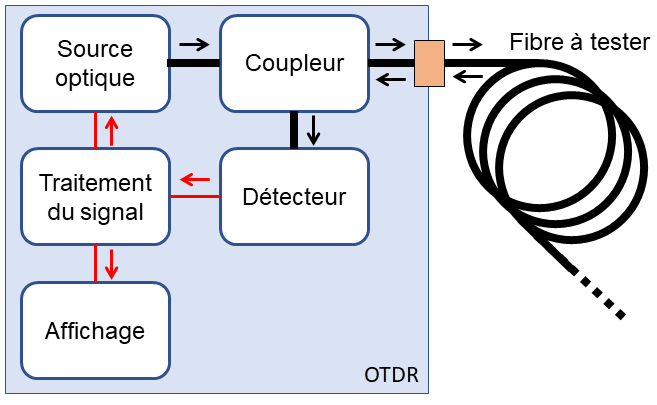
Schéma de principe d'un OTDR. Les traits noirs épais représentent les connexions optiques par fibre. Les traits rouges fins représentent les connexions électriques.

## Histoire
Rapidement après l'émergence des premières fibres optiques disponibles commercialement, le besoin de caractériser les pertes optiques en transmission se fait sentir, car les premières fibres possédaient une grande absorption et ne pouvaient être utilisées que sur des distances très courtes. En 1976, Yoshito Ueno et Motoh Shimizu, employés à NEC, publient un article décrivant un système de réflectométrie permettant de détecter des défauts dans des fibres. La même année, Michael K. Barnoski et Stephen M. Jensen, aux Hughes Research Laboratories de Malibu, publient ce qui est probablement la première trace OTDR. Parallèlement, Stewart D. Personick, aux Bell Labs à Holmdel, utilise l'expression Optical-Fiber Time-Domain Reflectometer pour la première fois pour décrire ses travaux. Ces auteurs identifient clairement l'OTDR comme étant un moyen plus précis pour estimer l'atténuation des fibres que la méthode alors utilisée, qui consistait à faire des mesures de puissance optique en coupant la fibre à des longueurs connues.
Le premier OTDR à avoir été commercialement viable est le modèle OF150 de Tektronix, sorti en 1981.